# 월터 댄디

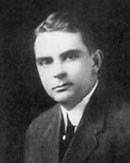
월터 댄디

월터 에드워드 댄디 (1886년 4월 6일 ~ 1946년 4월 19일)는 미국의 신경 외과 의사이자 과학자였다. 그는 빅터 홀슬리(1,857~ 1,916)와 하비 쿠싱 (1,869~1,939)와 함께, 신경 외과의 건국의 아버지 중 하나 간주된다. 댄디는 뇌에서 뇌척수액의 순환의 설명, 뇌수종의 수술적 치료, 공기 ventriculography 및 pneumoencephalography의 발명, 뇌 내시경의 설명, 최초의 중환자실의 설립 등 다양한 신경외과 발견과 혁신을 일으켰고 (폭스 1984 페이지. 82)  두개내 동맥류의 첫 번째 클리핑으로 뇌 혈관 신경 외과를 탄생시켰다. 그는 연간 1000개의 수술을 했다. 그는 매우 빠르고, 특히 민첩한 외과 의사로 한 번에 인식되었다. 댄디는 전체 삶을 통틀어 존스 홉킨스 대학과 존스 홉킨스 병원과 관계가 있었다. 그 덕분에 신경 외과 분야가 진화하며 의학계에 큰 공헌을 했다고 되어있다.